# Alessandro il Grande (film 1980)
Alessandro il Grande (in greco: Ο Μεγαλέξανδρος, traslitterato: O Megalexandros) è un film del 1980 diretto da Theodoros Angelopoulos.

## Trama
La storia è ambientata ad Atene negli inizi del 1900. Una bandito compie razzie in ogni dove e sogna di prendere il controllo dell'intera Grecia. Infatti comincia l'impresa alleandosi con un villaggio e poi con altri che diventano indipendenti e con una politica monarchica e fedele al bandito che, da questo momento, si fa chiamare come il grande condottiero macedone Alessandro Magno.